# Ali Kilponen
Alexandria Marie Kilponen (nacida el 8 de agosto de 1999) es una jugadora de softbol estadounidense. Estudió en Valor Christian High School en Highlands Ranch, Colorado,  donde fue nombrada Jugadora Gatorade del Año del estado de Colorado en softbol en 2018.  Después asistió a la Universidad Estatal de Luisiana, donde lanzó en el equipo de softbol LSU Tigers .       En su primer año, Kilponen llevó al equipo de softbol de LSU a la final de la División I del torneo Super Regional de Softbal  de la NCAA del 2019, donde perdieron ante Minnesota por 2-0.